# У Вон Сик
У Вон Сик (кор. 우원식; род. 18 сентября 1957 года, Сеул, Республика Корея) — южнокорейский политический и государственный деятель, председатель Национального собрания Республики Корея (с 5 июня 2024 года), бывший член либеральной «Демократической партии». С 2012 года является членом Национального собрания от Новона, Сеул. Ранее он представлял этот же округ с 2004 по 2008 годы.

## Биография

### Ранние годы
У родился в Сеуле в 1957 году и изучал гражданское строительство в университете Ёнсе, позже получив степень магистра в области изучения окружающей среды в том же университете. Он был арестован и приговорён к трём годам исправительных работ при режиме Чон Ду Хвана в 1981 году за участие в протестах с требованием отставки Чона.

### Политическая карьера
У был избран в Национальное собрание в 2004 году в качестве кандидата от партии «Уридан» в избирательном округе Новон Б в Сеуле. В начале своей карьеры в парламенте У настаивал на отмене Закона о национальной безопасности Республики Корея и в 2004 году нападал на Верховный суд за поддержку неизменности этого закона. Позже, в 2007 году, он критиковал вооружённые силы США в Корее за плохие экологические условия на американских военных базах. Он безуспешно баллотировался на пост председателя «Великой объединённой новой демократической партии» 10 января 2008 года, проиграв Сон Хак Кю. На парламентских выборах 2008 года он потерял своё место, но успешно выступил на следующих выборах в 2012 году.
Будучи депутатом Собрания, У активно отстаивал права трудящихся. Он был членом Комитета по охране окружающей среды и труду. В 2007 году он председательствовал на единогласном одобрении законопроекта, разрешающего преподавателям частных университетов организовывать профсоюзы. После своего повторного вступления в парламенте в 2013 году он основал Комитет по улучшению положения неимущих, который выступал посредником в трудовых спорах и работал над защитой прав трудящихся. Он был председателем Комитета с момента его основания.
У занимал ряд важных должностей в «Демократической партии» и её предшественниках, включая должность заместителя лидера фракции и заместителя генерального секретаря. Он рассматривался как независимый от партийных фракций, поддерживающий Но Му Хёна и Чолладо. У также выступал в качестве администратора оппозиции специального комитета по проверке назначения Хван Гё Ана на пост премьер-министра в мае-июне 2015 года, а издание «Тона ильбо» в то время описывало его как человека с «сильным, стальным характером».
У известен тем, что возглавляет антияпонские кампании, и его соперники называют его «ястребиным противником Японии». Одной из заметных кампаний стала двухнедельная голодовка, которую он провёл в июле 2023 года в знак протеста против плана Японии по сбросу сточных вод с разрушенной землетрясением атомной электростанции «Фукусима». Он также выступил против вердикта Международного агентства по атомной энергии, которое признало план Японии безопасным.
16 мая 2024 года У был избран спикером 22-го Национального собрания Республики Корея. Официального вступил в должность 5 июня 2024 года. 
В ночь с 3 на 4 декабря 2024 года председательствовал на заседании, отменившем военное положение президента Юн Сок Ёля. Для этого У Вон Сик перелез через забор Национального собрания, чтобы преодолеть оцепление парламента силами военного положения, и призвал депутатов срочно собраться в зале заседаний.

## Критика
В опросе Gallup Korea, проведённом с 10 по 12 декабря 2024 года, У оказался самой доверенной политической фигурой: 56% респондентов выразили ему доверие и только 26% заявили, что не доверяют ему. Это сделало У единственным политическим лидером в стране, чей рейтинг доверия превысил недоверие. По мнению профессора политологии Шин Юла из Университета Мёнджи, рейтинг У Вон Сика растёт, потому что он возглавил усилия по предотвращению «самопереворота Юна». Поэтому, в связи с юридическими проблемами у Ли Чжэ Мёна, У имеет шансы быть выдвинутым от «Демократической партии» на досрочных президентских выборах 2025 года, в случае окончательного отстранения от должности Конституционным судом Юн Сок Ёля.